# Mesiotelus annulipes
Mesiotelus annulipes är en spindelart som först beskrevs av Kulczynski 1897.  Mesiotelus annulipes ingår i släktet Mesiotelus och familjen månspindlar. Inga underarter finns listade i Catalogue of Life.